# 디기탈리스속

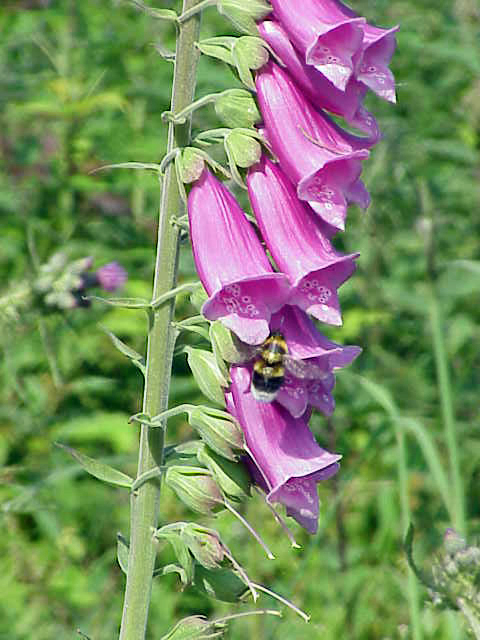

디기탈리스속(/ˌdɌdʒɵˈteɛlɆs/ 또는 /ˌdɌdʒɑˈtælɆs/)은 일반적으로 폭스글로브(foxgloves)라고 불리는 약 20종의 다년생 초본 식물, 관목 및 2년생 식물의 속이다.
디기탈리스속은 유럽, 서아시아, 북서 아프리카가 원산지이다. 꽃은 관 모양이며 키가 큰 스파이크에서 피고 보라색에서 분홍색, 흰색, 노란색까지 종에 따라 색상이 다양하다. 학명은 "손가락"을 의미한다. 이 속은 전통적으로 현삼과(Scrophulariaceae)에 속해 있었지만, 계통발생 연구로 인해 분류학자들은 2001년에 이 속을 베로니카과(Veronicaceae)로 옮겼다. 보다 최근의 계통발생 연구에서는 이 속을 훨씬 더 확대된 질경이과(Plantaginaceae)에 속하게 되었다.
가장 잘 알려진 종은 디기탈리스(Digitalis purpurea)이다. 이 비엔날레는 다양한 보라색 색조에서 분홍색, 순백색까지 다양한 색상의 생생한 꽃으로 인해 종종 관상용 식물로 재배된다. 꽃에는 다양한 자국과 반점이 있을 수도 있다. 다른 정원에 적합한 종으로는 D. ferruginea, D. grandiflora, D. lutea 및 D. parviflora가 있다.
디기탈리스라는 용어는 강심배당체, 특히 이 속의 다양한 식물에서 추출된 디곡신(digoxin)이라는 물질을 함유한 약물 제제에도 사용된다. 디기탈리스는 약용으로 사용되지만 인간과 다른 동물에게 매우 독성이 강하며 섭취하면 사망에 이를 수도 있다.